# 길퍼드코트하우스 전투
길퍼드코트하우스 전투 또는 길퍼드 법원청사 전투(Battle of Guilford Court House)는 미국 독립 전쟁 중 1781년 3월 15일 노스캐롤라이나의 현재 그린즈버러에서 나대니얼 그린 장군이 지휘하는 대륙군과 찰스 콘월리스 장군이 지휘의 영국군 사이에 벌어진 전투이다.
이 전투에 투입된 양군의 전력은 그다지 많지는 않지만 독립 전쟁 중에서도 결정적으로 중요한 전투 중 하나로 간주되고 있다. 이 전투 전에는 영국군이 왕당파의 도움으로 조지아주와 사우스캐롤라이나주를 장악했고, 노스캐롤라이나주도 장악할 수 있을 것처럼 보였다. 이 전투의 결과 대륙군의 그린은 사우스캐롤라이나에 진입할 수 있었으며, 콘 월리스는 버지니아주를 침략하는 길을 택했다. 그 결과 그린은 영국이 지배하던 남부를 다시 대륙군의 지배 하에 둘 수 있었고, 콘 월리스는 요크타운 전투에서 항복하는 결과로 이어졌다.

## 배경
카우펜스 전투 이후, 콘월리스는 나대니얼 그린의 군대를 궤멸시키는 것을 목표에 두었다. 하지만 카우펜스 전투로 많은 수의 경보병대를 잃게 되었고, 보급 또한 원활하지 못해 추적을 할 만큼 여유가 있지 못했다. 콘 월리스는 그린을 댄 강으로 쫓았으나, 그린은 강을 건너 버지니아의 안전지대로 도망 가 버렸다. 콘월리스는 힐즈브러에서 숙영하다, 물자를 징발해 노스캐롤라이나에서 왕당파를 징병하려 시도했다. 그러나 파일 학살의 영향으로 왕당파를 모으는 것이 여의치 않았다.
1781년 3월 14일 딥 강 분기점에서 숙영하던 콘월리스는 대륙군 리처드 버틀러 장군이 공격을 향해 왔다는 소식을 들었다. 버틀러의 부대는 노스캐롤라이나 민병으로, 이에 버지니아에서 원군으로 참여했다. 버지니아군은 민병대와 주 연대에 18개월의 젊은 병사, 그리고 메릴랜드의 신병을 더해 총원 3,000명이었다. 이 부대에 그린의 병력까지 더해져 9,000에서 10,000명까지 늘어나 있었다. 그날 밤 대륙군이 약 20 km 전방의 길퍼드 카운티 청사 부근에 있다는 새로운 소식을 듣게 되었다. 콘월리스는 수비병이 1,900명 밖에 없었음에도 불구하고, 전투를 하기로 했다. 콘월리스는 해밀턴 중령에 보급대와 100명의 보병, 20명의 기병을 맡겨 딥 강을 내려가 벨즈 밀로 향하게 했다. 한편 그린은 원군이 도착하자 다시 한번 댄 강을 건너 콘 월리스와 일전을 벌이기로 계획했다. 다음 날 3월 15일 양군은 길퍼드 카운티 법원 청사에서 마주치게 되었다.

## 전투

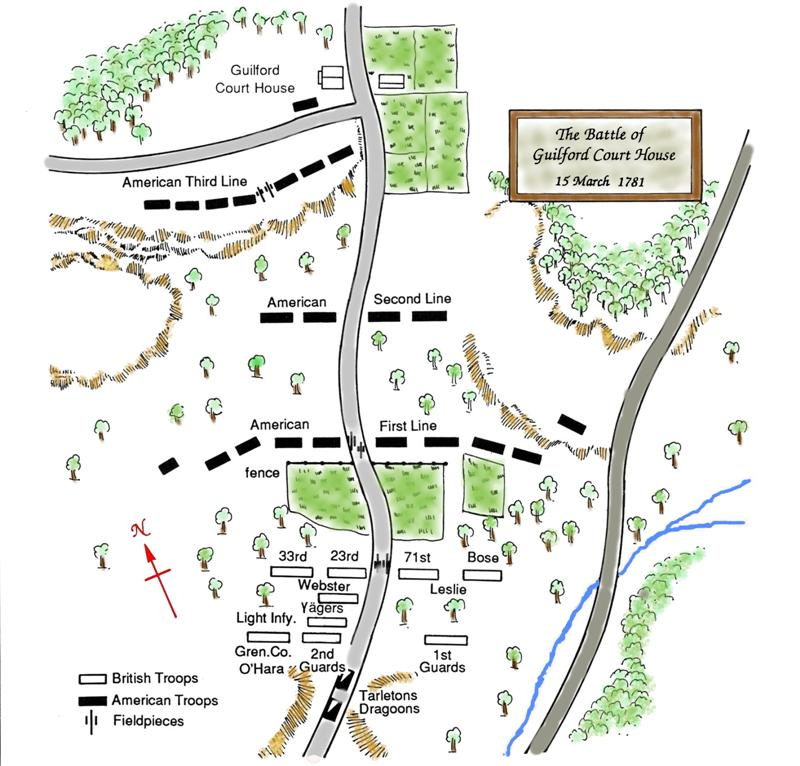
길퍼드 카운티 청사의 전장 지도

양측의 전초 부대는 교전은 퀘이커 교단의 뉴 가든 집회소 근처에서 마주쳤다. 길퍼드 카운티 청사에서 4마일 (6 km) 거리에서 배내스터 탈턴 중령의 기병이 라이트 호스 해리 리 중령의 기병 연대와 교전을 벌였다. 영국군 제23 보병 연대가 원군을 보냈기 때문에, 리 부대는 철수를 하여 그린의 본대로 돌아왔다.
콘월리스는 그린의 부대가 청사에서 약 1.5마일(2.5 km) 아래에 부대를 배치한 것을 알게 되었다. 영국군의 전면에는 농장이 있고, 안쪽 도로를 사이에 두고 양쪽에 큰 농지가 펼쳐져 있으며, 왼손은 200야드(180m) 정도의 숲이 있으며, 2개의 농장이 보였다. 오른쪽 농지의 맞은 편으로는 숲이 몇 마일 뻗어 있었다. 첫 번째 농지 맞은 편은 울타리로 둘러싸인 1.6 km 정도의 숲이며, 그 안쪽 길을 지나면 청사 앞의 넓은 공터가 펼쳐져 있었다. 숲의 전경 가장자리를 따라 대륙군 제1선 방어진이 6파운드 대포를 길 양쪽에 배치해 놓고 방벽을 만들어 두었다.
그린은 방어진을 3열로 배치했다. 제1열은 노스캐롤라이나 민병대를 배치하고, 그 뒤쪽 좌우 양측으로 라이플 저격병을 배치해 전진하는 영국군을 저격하도록 했다. 제2열에는 버지니아 민병대를 배치하고, 그린의 정규군은 마지막 열에 배치되었다. 이 열의 중앙에는 6파운드 대포 2문이 자리를 잡고 있었다. 제3열의 최강 부대는 버지니아 연대 외에 제1델라웨어 연대와 제1, 제5 메릴랜드 연대가 서로 400야드 (360m)의 간격을 두고 도로 서쪽에 각도를 붙여 배치되었다. 언뜻보면 카우펜스에서 대니엘 모건이 채택하여 성공한 배치와 유사했지만, 열과 열 사이가 수백 야드 떨어져 있어 서로 지원을 할 수가 없었다.
도로의 동쪽은 대부분 열려 있었으므로, 콘월리스는 서쪽을 공격하기로 했다. 오후 1시 반에 제1열 대포가 배치한 곳에 영국군 대포로 집중 포화를 퍼붓고 병사들을 전진시켰다. 울타리 앞 150야드(135m)까지 접근하자, 영국군의 머스킷보다 사거리가 길었던 대륙군이 일제 사격을 했다. 그러나 영국군은 계속 전진하여 머스킷의 사거리까지 접근하여 일제 사격으로 반격을 가했다. 지휘관 웹스터 중령의 명령으로 계속 전진을 하여 제1열이 배치된 50보 정도에서 멈추었다. 이때의 순간을 제23보병 연대의 램 하사는 노스캐롤라이나 민병대는 “울타리에 기대어 겨냥했기 때문에 ... 꽤나 정확하게 조준을 정하고 있었다”라고 남겼다. 웹스터의 독전으로 영국군은 계속 전진했다. 도로 서쪽에 있던 노스캐롤라이나 민병대가 머스켓을 발포하자 일단 돌아서서 숲 속에 몸을 숨겼다. 영국군은 제2열이 있는 곳까지 접근하였다. 이곳에서 거센 저항에 마주쳤지만, 웹스터는 측면을 돌아 들어가 대륙군의 제3열로 향하게 했다. 숲은 매우 울창했고, 총검은 쓸 수 없었다. 영국군은 2개 전열을 돌파하면서 상당한 손실을 입고 있었다.
제71 보병 연대, 척탄병 중대와 콜드 스트림 가드 연대가 중앙으로, 제33 보병 연대와 제23 보병 연대가 총을 쏘면서 좌익으로 향했다. 근위 보병 제1 연대(현 그레나 가즈)와 독일 용병 부대가 우익으로 리 부대를 향해 돌격했다. 영국군의 대포와 탤턴의 경기병 연대가 길을 따라 전진했다. 중앙으로 진격한 콜드 스트림 가즈는 솔즈베리 도로의 왼쪽 청사 주변의 트인 곳으로 나오고 있었다. 영국군은 대륙군 보병 대부대를 전방에 두고 즉각 공격을 하여 6파운드 포를 획득했다. 이어 대륙군을 숲으로 몰아넣으려고 했지만, 워싱턴 대령의 기병 연대와 제1 메릴랜드 연대의 반격을 받자 결국 포획한 대포를 포기했다. 영국군 2문 3파운드 대포 부대를 지휘했던 맥클라우드 중위가 도착하여 기병을 향해 대포를 쏘기 시작했다.
많은 영국 병사가 오인 사살되었지만, 대륙군도 전열이 무너져 전장에서 철수했다. 콘월리스는 제71 보병 연대와 제23 보병 연대의 일부 기병으로 하여 대륙군을 추격했지만 깊이 추격하지는 못했다. 탤튼과 나머지 기병은 우익으로 돌아 헤센 카젤의 보제 소총병 연대와 합류하여 워싱턴으로부터의 작전을 끝냈다.
전투 중 콘월리스의 말이 총을 맞아 쓰러졌다. 대륙군 벤자민 윌리엄 대령은 나중에 그 개인적인 용감함으로 훈장을 받았다.

## 전투 후
전투는 불과 90 분만에 끝났다. 영국군은 전술적으로 대륙군에게 승리를 거두었지만, 자대의 4분의 1 이상을 잃었다. 영국군은 5명의 장교와 88명의 군인이 전사하고, 24명의 장교와 389명의 군인이 부상당했다. 다른 6명은 실종으로 기록되었다. 웹스터는 전투 중에 부상당해 2주 후에 사망했다.
영국군은 수적으로 우월한 적군에게 그 익숙한 끈기로 적진을 유린하여 전술적 승리를 기록했다. 이 전투를 ‘고전적인 신승’으로 보았던 영국 휘그당 지도자이며, 군사 평론가인 찰스 제임스 폭스는 플루타르크의 유명한 말을 인용하여 “이런 싸움을 다시 하면 영국군은 파멸”이라고 논평했다.
콘월리스가 부관 브로드 릭 대위에 맡겨 영국의 조지 저메인 경에 보낸 편지에는 다음과 같이 쓰여 있다. “우리의 관찰 결과와 최선의 방법으로 헤아려 보았을 때 적은 7,000명을 넘었던 것이 틀림없다고 생각한다. (그린의 계산으로는 약 4,400명) ... 나는 적의 손실을 정확하게 잡을 수는 없지만 상당수인 200 ~ 300명의 시체가 전장에 남아 있었으며, ... 부상자 대부분은 도주를 했다. 우리의 정찰병이 수집한 정보로는 반경 6마일 내지 8마일 이내의 집에는 적군의 부상병으로 넘치고 있었다 ... 포로는 거의 잡지 않았다.”
콘월리스는 영국군을 다음과 같이 말하고 있다. “이 작은 군대를 구성한 장교와 병사들이 취했던 행동과 싸우는 모습은 내가 말로 표현할 수 없을 정도로 칭찬할만한 것이었다. 전투 중 끈질기게 대담한 행동, 어려운 상황에도 포기하지 않는 인내, 게다가 600 마일 이상 행군으로 몇 개의 큰 강과 무수한 개울을 건너온데 따른 피로, 그 강은 세계 어느 나라의 큰 강과 비교해도 작지 않았으며, 날씨가 나빠도 텐트나 덮게도 없을 때도 있었고, 때로는 식량조차 여의치 않았다. 이들은 국왕과 조국에 대한 영예와 관심의 열렬함을 충분히 입증해 보였다.”
전투 후 영국군은 식량과 진지도 없이 넓은 숲에 흩어져 있었다. 밤 새 내린 폭우로 부상자 중 50명은 해도 뜨기 전에 사망했다. 영국군이 퇴각하는 대륙군을 쫓아갔으면 대륙군 보급 차량을 마주칠 수 있었을 지도 모른다. 보급 부대는 솔즈베리 도로의 서쪽, 전투 전에는 오래된 농지였던 곳에 진을 치고 있었다.
그린은 캠던의 전철을 피하기 위해 손실을 적게 입고 부대를 철수시켰다. 콘월리스는 2,000명도 되지 않는 소수의 병력으로 그린을 추적하는 것을 중단하고 힐스버러로 돌아오게 되었다. 콘월리스는 국왕 기를 내걸고 주민에 대한 보호를 제안하였고, 그 시점에서는 분명 조지아와 2개의 캐롤라이나를 제패한 것 같았다. 그러나 몇 주에 콘월리스는 주 중심부를 버리고, 해안의 윌밍턴으로 가서 징병과 부대 재편을 하려 했다.
윌밍턴에서 콘월리스는 심각한 문제에 직면했다. 그 결정으로 자신의 책임 의외에도 7개월 후 전쟁의 종결로 이어지게 되었다. 콘월리스는 캐롤라이나에 머무는 대신 버지니아에 침공하기로 했다. 버지니아를 통제하지 않으면, 콘월리스가 제압해 온 남부 연방을 제대로 유지할 수 없다고 판단한 데서 나온 결론이었다.
이러한 결론은 군의 기준에 맞지 않는 것으로서 헨리 클린턴의 날카로운 비판을 받았다. 게다가 클린턴의 명령에도 어긋나는 것이었다. 5월에 클린턴은 콘월리스에게 다음과 같은 서신을 보냈다. “귀하가 의도하는 바의 가능성에 대해 생각하고 있다면 나는 귀하를 끊는 노력을 했어야 했다. 전에도 말했듯이 그런 이동은 남부 여러 연방에서 우리의 이익에 더 위험할 것으로 생각된다.” 콘월리스는 3개월 동안 근처의 농원과 플랜테이션을 약탈하여, 기병을 조직하기 위해 수백 마리의 말을 확보했다. 또한 700명의 보병을 기병으로 전환했다. 이 약탈을 하는 동안에 많은 노예를 해방했으며, 그 중 12,000명을 부대에 편입시켰다.
위험은 갑자기 다른 방향으로 찾아왔다. 그린은 콘월리스의 뒤를 추적하여 해안으로 향하지 않고 대담하게 캠던과 찰스턴으로 향했다. 이것은 적을 1년 전에 있던 곳까지 끌고 가려는 속셈이었고, 콘월리스가 남기고 간 로돈 경의 부대를 몰아내자는 생각 때문이었다. 그린의 주요 목표였던 남부 연방의 회복은 큰 전투도 없었고, 또한 역습도 없이 그해에 이루어졌다. “우리는 싸우고, 패배하고, 일어나 또 다시 싸운다.” 이것이 그린의 말이었다.

## 전투 재현
전적지가 된 길퍼드 카운티 청사는 국립 군사 공원으로 기념되고 있다. 매년 3월 15일경에 전적지 부근에서 당시의 복장을 한 사람들이 독립 전쟁 당시의 전투를 재현한다.

## 영화
2000년 출시된 영화 《패트리어트》의 마지막 전투 장면은 미국 독립 전쟁의 두 전투, ‘카우펜스 전투’와 ‘길퍼드 코트하우스 전투’에서 힌트를 얻고 있다. 대륙군은 두 차례 모두 거의 같은 전술을 사용했다. 전투의 이름과 이긴 쪽의 군대는 카우펜스 전투에서 채택되었다. 그러나 싸운 전력과 장군들, 그린과 콘월리스는 길퍼드 카운티 청사 전투에서 채택되었다.

## 같이 보기
- 미국 독립 전쟁